# Butovokulturen
Butovokulturen är en tidigmesolitisk jägar-samlarkultur med början i tidig preboreal tid. Kulturens utbredningsområde var beläget vid Volgaflodområdet i skogsregionen i västra Ryssland, och kulturen har sitt namn efter en fyndplats nära Moskva.

## Översikt
Kulturen skapades under den postglaciala tiden troligen med influenser från Swidérienkulturen. Grupper från denna hade flyttat till Volgaområdet från söder. Utvecklingen av Butovokulturen indelas i tre stadier. Det första omfattar tiden 9600–9100 f.Kr., mellanfasen (9100–7300 f.Kr.) och det senare stadiet (7300–6000 f.Kr.). Det finns också förslag att kulturen startade redan i yngre Dryas före 10300 B.P. kalibrerat till 10100 f.Kr. Övre Volga-kulturen levde sida vid sida med folket i Butovokulturen, och området hade också grupper av Ienevo- och Ressetakultur. Relationer mellan dessa kulturer är oklar men de kan ha ha gått samman med Butovokulturen, eftersom det under den neolitiska perioden inom regionen fanns en mera sammanhängande Övre Volga-keramik (se karta i Hartz, S. et al i litteraturförteckningen).
Ryska Wikipedias sidan om Butovokultur beskriver kulturen så här: Butovokulturen är en mesolitisk kultur i Volga-Oka-området, mellan dessa floder, under åttonde till sjätte årtusendet före Kristus bildad på grunden av Ressetakulturen eller enligt andra baserad på Swidérienkulturen. Stammarna i Butovokulturen levde ett kringströvande liv, jagade med pil och båge, som troligen hade lånats in via kontakter med Kundakulturen. Den utvecklades till övre Volgas neolitiska kultur (=Volga-Oka-kulturen) under femte årtusendet f.Kr. Dateringarna i den ryska artikeln är för låga för de äldsta nu kända boplatserna.

## Boplatser
Butovokulturens boplatser är oftast lokaliserade till torra och sandiga platser. Alla organiska material saknas därför ofta bland fynden. Denna typ av boplatser inkluderar Butovo-1, Prislon-1  och Listvenka-3a. Denna typ a boplatser har från cirka 1990 kompletterats med boplatser där organiska material har bevarats. Dessa boplatser har kunnat dateras med pollenanalys och C-14-dateringar vilket resulterat i att de äldsta boplatserna från Butovokulturen har fått högre ålder. Det har också blivit möjligt att följa kulturens till dess försvinnande då de ersätta av Volga-Oka-kulturen i början av neolitisk tid (neolitikum definierat med keramik).
Vissa boplatser vid sjöstränder översvämmades eller överlagrades ibland, och då kunde organiskt material bevaras. De mest kända våtmarksboplatserna är Dubna i  Moskva oblast, Ivanovskoj and Berendevo i Jaroslavl oblast,  Sahtyš och  Podozerskoj i  Ivanovo oblast  och Ozerki i Tver oblast.

### Ozerki
Mossboplatsen  Ozerki ligger 20 km från Tver nära  floden Shosha, ett biflöde till Volga. Under preboreal tid hade området fortfarande ett sjösystem, vars vattennivå okade och minskade flera gånger över flera tusen år. Detta orsakade att bosättningarna flyttades till samma platser ett flertal gånger. Efter att torven börjar bildas brytas upptäcktes ungefär 20 mesolitiska och neolitiska boplatser. Dessa grävdes ut mellan 1990 och 1991. 
Ozerki-14 är en boplats från tidig butovokultur under preboreal tid. Boplatsen  studerades först efter 1994. Boplatserna Ozerki-16,17 och 9 är från mellersta delen av butovokulturen. Dessa tre boplatser har gett ett stort antal fynd av trä, ben, horn.
Boplatsen Ozerki-16 utgrävdes på 12 m², och där hittades bland lämningar av ett tallbarks tak, den nedersta delen av en påle i marken, en pilspets fortfarande med harts i skåran, ett nätsänke med bevarade infästningar och så kallade Shigirpilar. Lagret daterades till 8 800 B.P. för det bearbetade trämaterialet (kalibrerat  motsvarande 7 800 f.Kr.).
På boplatsen Ozerki-17 grävdes 41 m² ut. Dess äldsta delar innehöll ungefär likadana objekt son Ozerki-16, många pilspetsar och tångespetsar från äldre tid och en fiskekrok med lina. Lagret från äldsta mesolitikum daterades till 8 800 B.P. eller  8 000 f.Kr. kalibrerat.
Tre människoben hittades i boplatslagren  men inte i samma lager som utnyttjades då benen deponerades. Radiokarbondateringar ger data för att benen är 1500 år yngre än de äldre boplatslämningarna. Människobenen dateras att vara från 6 500 f.Kr. när boplatsen Ozerki-17 var täckt av vatten. Närmaste boplats från samma tid fanns en kilometer bort. Spårelementanalysen av benen visade höga halter av vissa spårämnen, speciellt för järn, arsenik och zink. Zinkbristen som hittades i proven från Ivanovskoye 7 och Ozerki 17 kan ha påverkat reproduktionsförmågan hos den mesolitiska befolkningen och begränsat befolkningstillväxten i regionen. Överskottet av arsenik kan tyda på hög konsumtion av svamp. Arsenik kan vara ett resultat av förgiftning. En mindre hög koncentration av arsenik hittades i benen från Stanovoje- och Ivanovskoj-boplatserna, vilket inte tyder på förgiftning utan kan ha bidragit till förstärkt benstruktur i dessa doser.
Den mest givande utgrävningen var vid boplatsen Ozerki-5, där 94 m² mossmark undersöktes. Boplatsen utnyttjades från en säsong under mitten av Butovokulturen och slutligen med två olika säsonger med keramik. Föremål daterades till 7400 till 5900 B.P.,  kalibrerat 6200 och 4800 f.Kr.
Omkring 500 stenverktyg och mer än 500 ben- eller hornföremål hittades på den äldsta ozerki-5 golvytan från mellersta butovoperioden. Förutom avfall från redskapstillverkningen hittades skrapor (flest), kärl, sneda pilspetsar och symmetriska pilspetsar (fler än 50 exemplar) hittades knivar, borrar, polerade yxor, malstenar och mejslar. Pilspetsar av ben och horn hittades också i olika former: nålformiga, platta och trubbiga så kallade Shigirspetsar. För beskrivning se Mikhail Zhilin Early mesolitic bone arrowheads from Volga-Oka interfluve, central Russia. Likaså hittades sågtandade spjutspetsar och harpunspetsar. Redskapen kunde identifieras som knivar, skrapor och stift. Hängen av tänder räv, vildsvin och vissa ben hade inristade mönster.
Älg och bäver har jagats mest. Ben av andra djur som hittats inkluderande kronhjort, rådjur, vildsvin, mård, varg, räv, utter och skogsmus. Fisk och ben från fåglar är vanliga på boplatserna. Växtlämningar inkluderar nötskal och olika fröer.

### Podozerskoj
Boplatsen  Stanovoje 4 ligger vid Podozerskoj torvmosse, som är en igenväxt sjö med en yta 5 x 3 km² som utmärks av fyndet av gyttjan under torven, mellan städerna Ivanovo och Jaroslavl, 50 km sydöst om den senare. Boplatsen ligger på en svag sluttning på en upphöjd sjöterrass vid flodutloppet i sjön och ett mossområde strax intill. Platsen upptäcktes 1992. Tre mesolitiska kulturlager daterade med pollenanalys till yngre dryas, preboreala och boreala perioderna undersöktes. Människoben hittades i lager tre och daterade till sen preboreal tid. Platsen gav olika fynd av sten, ben, horn och trä som avbildas i figur 2 i källan. Lagret var välbevarat och överlagrades av torv och gyttja med en mäktighet av 1-1,5 meter. Mellan 1992 and 2002 grävdes 600 m² av boplatsen Stanovoje-4 ut på flodstranden. Platsen översvämmades men bosattes åter flera gångar. Flodutlopp i sjöar är attraktiva bosättningslägen. Stanovoje-4  är den äldsta boplatsen som har hittats med Butovokultur. Tre mesolitisk platser i övre Volgabassängen med mänskliga kvarlever har hittats: Ozerki 17, Ivanovskoje 7 och Stanovoje 4.
De äldsta Butovoartefakterna hittades i två utgrävningsschakt och daterades till en varm period mellan 9 600 och 9 100 BP strax efter yngre dryasperioden mellan  9 000 and 8 300 f.Kr. kalibrerat alltså i början av den preboreala perioden. Fynden bestod av 154 sten föremål, 54 ben- och hornföremål och benavfall. Stenföremålen var tillverkade i lågkvalitetsflinta och bara ett fåtal objekt kunde sammansättas igen. Materialet var importerat till platsen och inte tillverkat på plats. Detta material visade att redan vid denna tid var regelbundna och långa spån den tillverkningsteknik som Butovokulturen använde i sin redskapstillverkning, och att dessa spån var tillverkade med tryckteknik.
Förutom rena benknivar hittades benknivar med insatta eggar av flinta fästade med harts i skåror. Samma teknik användes på spjutspetsar och harpunspetsar. Pilspetsarna var gjorda genom att forma horn, ben och silikatmaterial (flinta och kvarts). De så kallade Shigirspetsarna tillverkades genom att forma dem till runda koner. De flesta verktygen hade sticklar eller retuscherade eggar.
Människoben med samma datering till cirka  8 500 f.Kr. hittades på boplatsen. Dessa mänskliga kvarlever har tolkats som en begravning på boplatsen. Djurbenen var mest älg och bäver men också björn, myra, hare, utter och smågnagare dokumenterade i benmaterialet och inte minst ett fynd av hund. Faunan ändrades inte under den mesolitiska tiden. 
Stenredskapen bestod mest av skrapor, sticklar och yxor. Pilarnas silikatspetsar gjordes på två olika sätt. De gjordes av regelbundna spån eller bearbeta raka spån till tångespetsar oregelbundna genom att pilspetsar. Benspetsarna på pilarna var mest av typen Shigir. Sammansatta spetsar från tidig Butovokultur, tillverkade genom att limma flintspån i en längsgående skåra, fortsatte att tillverkas (jämför maglemosekulturens så kallade fågelpilar). Även fiskekrokar hittades på boplatserna. Yngsta kulturlagret vid Stavonoja-4 innehåller föremål från Volga-Uka kulturen.

### Sahtyš
Boplatsen Sahtyš-14 ligger vid ett kärr 45 km sydväst om Ivanovo. Fyra kulturlager hittades på boplatslokalen lokaliserade på strandsluttningen till floden Koika. Tidig Butovo 9550-9350 B.P., som motsvarar kalibrerat mellan 8950 and 8500 f.Kr. Mellanfasen av Butovo 9000-8800 B.P., kalibrerat mellan 8300 and 7900 f.Kr. och sena stadiet av Butovo 8300-8000 B.P., det vill säga kalibrerat mellan 7350 och 6900 f.Kr. och slutfasen av Butovo till 7200 B.P., kalibrerat 6100 f.Kr.

### Andra våtmarksfynd och boplatser
Ivanovskoj torvmosse täcker en areal av  8 × 4 km² dvs 32 km²  och ligger i södra Jaroslavl oblast, omkring 150 km nordnordost om Moskva. Den arkeologiska boplatsen Ivanovskoj 7 ligger centralt i norra halvan av torvmossen. Den ligger på en låg halvö i fornsjön och nära mossen. Boplatsen grävdes ut 1974–1975 av D A Krainov och 1992–1997 av M G Zhilin. Den totala utgrävda ytan var 1170 m². Boplatsen har stratifierade lager av en tjocklek av 2 meter av torv och gyttja. Tre mesolitiska kulturlagren studerades och de var åtskilda av torv och gyttja. Människoben hittades i de övre mesolitiska lagren och daterades till tidig atlantisk tid genom pollenanalyser. Platsen var bosatt under en sjösänkningstid och senare översvämmad då sjön åter steg. Efter detta fanns två lager med neolitiska kulturlager från atlantisk tid. In spår av störningar observerades i det översta mesolitiska lagret där de analyserade benen hittades.
Boplatsen Ivannovskoje-7 låg alltså på stranden av en fornsjö som växte igen. De fem lager som hittades daterades till tidig Butovokultur från cirka 9 500 BP kalibrerat cirka 8 900 f.Kr. Sen Butovokultur 8550-8300 B.P. kalibrerat mellan 7 600 och 7 350 f.Kr. Den sista fasen av Butovokultur 7 500-7 300 B.P. kalibrerat mellan 6 350 och 6 200 f.Kr. De två yngsta lagren var keramisk Volga-Oka-kulturen och keramisk Ljalovokultur. 
Människobenen hittades också på ytan, och daterades till 6 350 och 6 200 f.Kr. Emellertid var dateringen av benen cirka 7 500 f.Kr. Tidsskillnaden på 1000 år förklarades av erosion och översvämning. Platsen befann sig under vatten då människorna dog vilket utesluter vanlig begravning. Platsen blev senare bebodd och då har benen deponerats i fel sammanhang. Benen talar dock för långvarig bosättning vid fornsjön på olika platser.